# Kildevej (Helsinge)
 Kildevej  er en to sporet omfartsvej der går syd om Helsinge. Vejen er en del af sekundærrute 267 der går imellem Helsinge og Tisvildeleje.
Den er med til at lede trafikken der skal mod Tisvildeleje og Hillerød, uden om Helsinge Centrum, så byen ikke bliver belastet af for meget trafik.
Vejen forbinder Kildevej i vest med Hillerødvej i øst, og har forbindelse til Græstedvej, Skolegade, Helsingørvej og Frederiksværk.